# Zygmunt Skibniewski

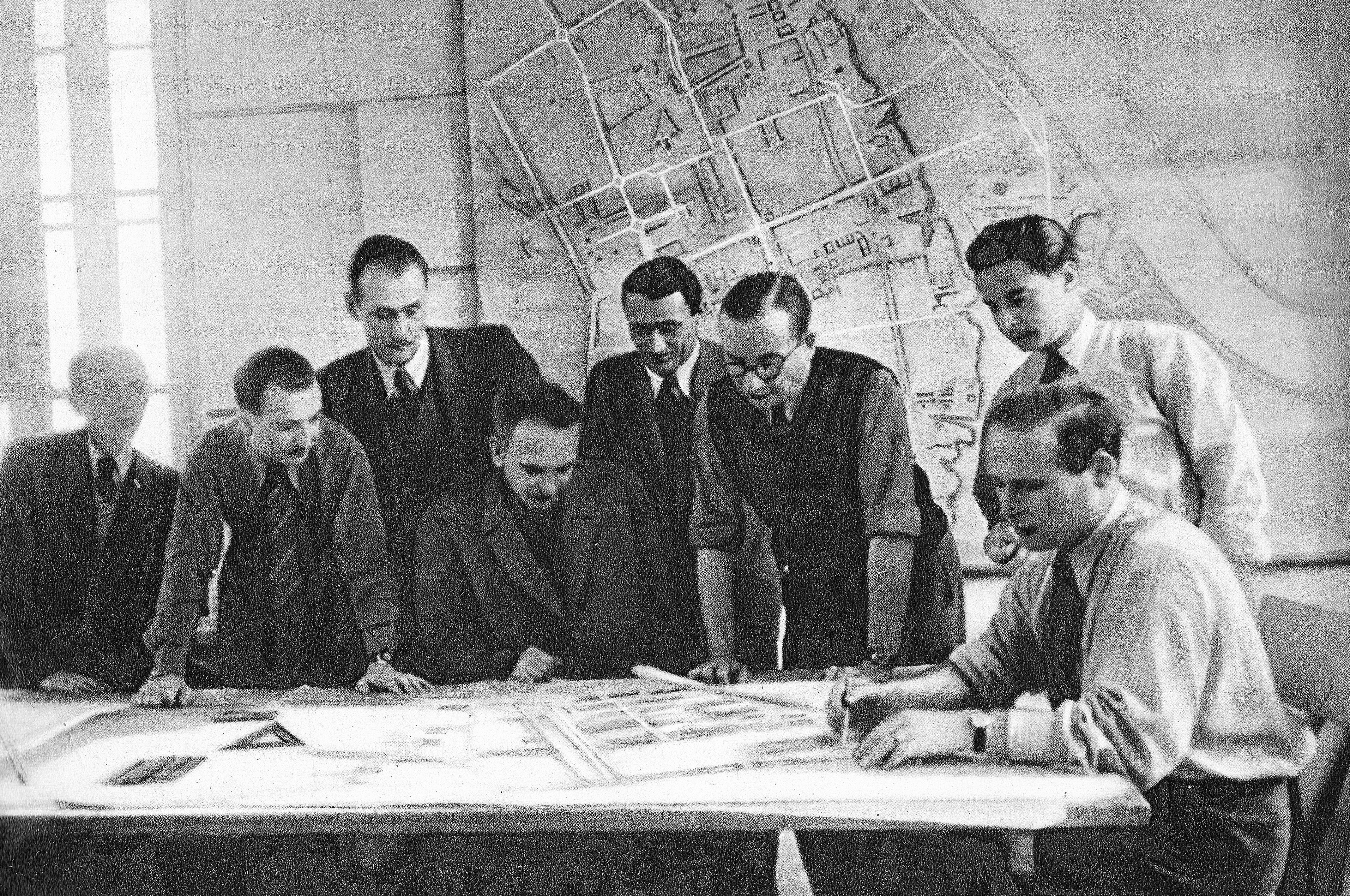
Zygmunt Skibniewski (pierwszy z lewej) w urbanistycznej pracowni „Śródmieście” Biura Odbudowy Stolicy

Zygmunt Skibniewski (ur. 13 lipca 1905 w majątku Korczunek-Rososze na Podolu, zm. 28 października 1994 w Warszawie) – polski architekt, urbanista, profesor Politechniki Warszawskiej, poseł na Sejm PRL I kadencji. Mąż architekt Haliny Skibniewskiej.

## Życiorys

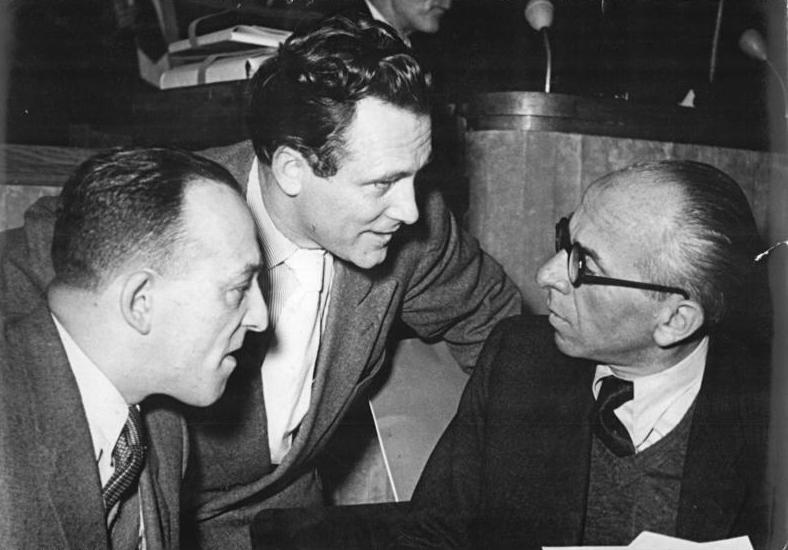
Zygmunt Skibniewski (pierwszy z prawej) z Józefem Sigalinem i Hermannem Henselmannem w 1951

Był synem Zygmunta (1868–1922), właściciela dóbr Rososze, i Zofii z Kotkowskich (1882–1972), a stryjecznym bratem Stanisława Skibniewskiego. Maturę zdał w Warszawie w 1923 w prywatnym gimnazjum Kazimierza Kulwiecia. W latach 1918–1920 jako ochotnik brał udział w obronie Lwowa i wojnie polsko-bolszewickiej. Następnie studiował architekturę na Politechnice Warszawskiej, później również w Paryżu pod kierunkiem Le Corbusiera. Do 1939 prowadził w Warszawie pracownię architektoniczną. W czasie II wojny światowej był zaangażowany w działalność konspiracyjną Związku Walki Zbrojnej – Armii Krajowej. W czasie okupacji opracowywał wraz z innymi warszawskimi architektami tajny plan odbudowy Warszawy. Zatrzymany w 1944 został wywieziony na przymusowe roboty do Arten w Saksonii, skąd udało mu się zbiec.
W 1945 powrócił do Warszawy. Był jednym z najbardziej wpływowych pracowników Biura Odbudowy Stolicy (BOS), zastępcą kierownika Wydziału Urbanistyki i kierownikiem pracowni urbanistycznej Śródmieście. Pod jego kierownictwem powstały projekty planu ogólnego Warszawy. Następnie był dyrektorem Biura Urbanistycznego Warszawy, powstałego w 1949 z reorganizacji BOS. Dzięki jego osobistej interwencji lokalizacja Huty Warszawa została przesunięta 1,5 km dalej od miasta. Nie udało mu się natomiast zapobiec zdominowaniu śródmieścia przez Pałac Kultury i Nauki, wzniesiony jako „dar narodu radzieckiego dla narodu polskiego.” 
W latach 1952–1956 był bezpartyjnym posłem do Sejmu. W okresie powojennym pracował na Wydziale Architektury Politechniki Warszawskiej. Od 1965 był profesorem nadzwyczajnym w Katedrze Podstaw Budowy Miast. Projektowanie urbanistyczne wykładał także w Akademii Sztuk Pięknych w Warszawie i Szkole Głównej Planowania i Statystyki. W latach 1965–1969 i 1971–1979 pełnił funkcję prezesa Towarzystwa Urbanistów Polskich, w latach 1967–1970 był dyrektorem Instytutu Podstawowych Problemów Planowania Przestrzennego PW.
Był odznaczony m.in. Krzyżem Kawalerskim Francuskiej Legii Honorowej (1939), Złotym Krzyżem Zasługi (1946) Krzyżem Komandorskim Orderu Odrodzenia Polski (1964), Medalem „20-lecia Światowej Rady Pokoju” (1969). Był laureatem nagrody miasta st. Warszawy. Był dwukrotnie żonaty: najpierw z Janiną Rembertowicz, architektem, następnie z Haliną Erentz, architektem, urbanistą, profesorem Politechniki Warszawskiej, posłanką (1965–1985) i wicemarszałkiem Sejmu (1971–1985); oba małżeństwa były bezdzietne. Zmarł 28 października 1994 w Warszawie. Pochowany został na cmentarzu Powązkowskim (kwatera 76-1-21).